# Ernie Toseland
Ernie Toseland (ur. 17 marca 1905, zm. 19 października 1987) – angielski piłkarz, który występował na pozycji pomocnika.

## Kariera klubowa
Piłkarską karierę rozpoczął w amatorskich zespołach Guildhall United i Higham Ferrers Town, skąd w 1928 przeszedł do Coventry City. W marcu 1929 został zawodnikiem Manchesteru City, w którym zadebiutował 20 kwietnia 1929 w wyjazdowym meczu przeciwko Bury. Tydzień później w spotkaniu z Aston Villą na Maine Road, zdobył pierwszą bramkę w barwach nowego klubu.
Z Manchesterem City zdobył w 1934 Puchar Anglii oraz mistrzostwo kraju w cztery lata później.  Łącznie, biorąc pod uwagę mecze ligowe i pucharowe, wystąpił w City w 409 meczach i zdobył 75 bramek. W marcu 1939 odszedł do Sheffield Wednesday. W sezonie 1945/1946 grał w amatorskiej Cheshire County League.

## Sukcesy
Manchester City
- Mistrz Anglii (1): 1937/1938
- Puchar Anglii (1): 1933/1934
- Finalista Pucharu Anglii (1): 1932/1933